# Napoleonov spomenik v Ljubljani
Napoleonov spomenik, vzporedno tudi Ilirski steber ali Spomenik francoski Iliriji, je spomenik Ilirskim provincam, ki je bil postavljen ob 120. obletnici njihove ustanovitve. Stoji na Trgu francoske revolucije v Ljubljani. Leta 1929 ga je v osi Vegove ulice in roba trga zasnoval arhitekt Jože Plečnik, za oba portreta pa je zaslužen kipar Lojze Dolinar.

## Zgodovina
Zamisel za spomenik je nastala v Glasbeni matici, podprla pa sta jo Francoski inštitut in Mestna občina Ljubljana. Sprva so si zamislili le skromno spominsko ploščo v tivolskem parku, a so se hitro odločili za drugo lokacijo. Med predlogi sta bila tudi Lattermanov drevored in park Zvezda, vendar so obe ideji opustili, slednjo zaradi neravnega terena. Jože Plečnik je predlagal postavitev spomenika na preseku osi Vegove ulice, Rimske ceste in Valvasorjevega trga. Ko so se uskladili glede lokacije, se je začelo načrtovanje gradnje. Odbor za postavitev novega spomenika so sestavljali predstavniki Mestne občine Ljubljana, ljubljanske oblastne samouprave, Francoskega inštituta in Glasbene matice. Dela so potekala pod nadzorom Jožeta Plečnika.

## Zgradba in pomen
Slop (steber kvadratnega premera) meri v višino 14 metrov. Osnovna dimenzija višine posameznega kvadra je en meter, saj je tudi merski sistem prinesel francoski vpliv. Za material spomenika so izbrali braški apnenec, ki so ga porabili 19,14 m3 v vrednosti 75.750 jugoslovanskih dinarjev. Spomenik krasita pozlačena bronasta portreta Napoleona z lovorovim vencem na severni strani in simbolične Ilirije (Slovenke) na južni. Ustvaril ju je kipar Lojze Dolinar. Pod obema portretoma so vklesani verzi iz ode Ilirija oživljena pesnika Valentina Vodnika. Na zahodni strani je vklesan napis v francoščini, ki pove, da je v steber vzidan prah neznanega francoskega vojaka. Napis je delo pesnika Otona Župančiča, ki je bil takrat predsednik Francoskega inštituta. Vrh spomenika krasi pozlačen bakren grb Slovenije (t.i. »polumesec stare Ilirije s tremi celjskimi zvezdami«). Skupni stroški, ki so si jih razdelili Glasbena matica, Francoski inštitut in MOL, so nanesli okoli 100.000 dinarjev.
Ilirske province (1809–1816) so pomembno prispevale k narodnemu prebujenju Slovencev. Francoski okupatorji so slovenski jezik prepoznali za enakovrednega, kar je bilo velikega pomena za narodno zavest Slovencev, šolanje v slovenskem jeziku, reforme v sodstvu in upravi ter idejo enakosti vseh državljanov pred zakonom. Kljub številnim pozitivnim stranem, pa je francoska okupacija na slovenskem imela tudi negativne posledice – visoki davki, splošna vojaška obveznost, slabše razmere na podeželju – na kar pogosto pozabimo.
Postavitev Ilirskega spomenika naj bi okrepila jugoslovansko-francoske stike. Pozlačeno palmino vejico, ki krasi spomenik, je podarila francoska republika in je bila pritrjena naknadno.

## Slovesno odkritje spomenika
Slovesnosti so se začele že dan pred odkritjem spomenika, 12. oktobra 1929. Na prireditve so bili vabljeni zastopniki francoskih mest Nancy, Metz, Reims, Lille, Lens, Pariz, Lyon in Grenoble, vsi diplomatski zastopniki Francije in največjih francoskih dnevnikov ter predstavniki Ženeve. Slovesnosti so se začele z odprtjem zgodovinske razstave v Narodni galeriji. Sledil je kulturni program, ki je potekal delno v francoščini in delno v slovenščini. Zvečer sta bila na vrsti osvetlitev spomenika in promenadni koncert železniške godbe. Dan se je zaključil z Napoleonovim večerom v dvorani hotela Union.
Na dan odkritja spomenika, 13. oktobra 1929, je potekal slavnostni sprevod, ki so se ga udeležila številna narodna in kulturna društva iz celotne Slovenije. Združeni pevski zbor je zapel Ilirijo oživljeno. Nato sta sledila govora župana Dinka Puca in francoskega ministra Emila Darda. Slovesnost je dosegla vrhunec z odkritjem novega spomenika in se zaključila s sprevodov proti Vodnikovem trgu.
O tako imenovanih »Ilirskih svečanostih« sta poročala tudi časopisa Slovenec in Jutro, slavnostne govore pa je prenašal Radio Ljubljana.

## Kulturna dediščina
Trg je dobil današnjo podobo leta 2002, ko so po zasnovah arhitektov Marjana Ocvirka in Bora Rotovnika trg zaprli za promet. Leta 2009 so trg Francoske revolucije skupaj z Napoleonovim spomenikom razglasili za kulturni spomenik državnega pomena, skupaj z drugimi Plečnikovimi arhitekturami in ureditvami v Ljubljani.
Na seznamu aktov in spomenikov kulturne dediščine v Mestni občini Ljubljana pod 6. točko najdemo Sklep o razglasitvi zgodovinskih spomenikov v MOL za kulturne spomenike lokalnega pomena (Ur. list RS, št 76/03), kjer je pod točko 3 naveden Ilirski steber, (EDŠ 9643). Pod 7. točko Odlok o razglasitvi del arhitekta Jožeta Plečnika v Ljubljani za kulturne spomenike državnega pomena (Ur. list RS, št 51/09) pod točko 13 ponovno navaja Ilirski steber (EŠD 9642).